# Donald Deskey
Donald Deskey, född 23 november 1894, död 29 april 1989, var en amerikansk industridesigner.
Deskey var inspirerad av europeisk art déco och använde nya material som kork, aluminium och stål i sin formgivning. Han var verksam från 1920-talet, formgav såväl möbler som inredningar och gav upphov till den amerikanska stilen Streamline Moderne. Deskey var verksam fram till omkring år 1970.

### Fotnoter
1. 1 2  Encyclopædia Britannica, Encyclopædia Britannica Online-ID: biography/Donald-Deskeytopic/Britannica-Online, läst: 9 oktober 2017.[källa från Wikidata]
2. 1 2  SNAC, SNAC Ark-ID: w6002c3g, läs online, läst: 9 oktober 2017.[källa från Wikidata]
3. ↑  Cooper-Hewitt Person ID, Cooper-Hewitt Person-ID: 18041973.[källa från Wikidata]
4. 1 2  abART, abART person-ID: 121245, läst: 1 april 2021.[källa från Wikidata]